# Phelsuma flavigularis
Phelsuma flavigularis is een hagedis die behoort tot de gekko's. Het is een van de soorten madagaskardaggekko's uit het geslacht Phelsuma.

## Naam en indeling
De wetenschappelijke naam van de soort werd voor het eerst voorgesteld door Robert Friedrich Wilhelm Mertens in 1962. De soortaanduiding flavigularis betekent vrij vertaald 'gele keel'.

## Uiterlijke kenmerken
Phelsuma flavigularis bereikt een kopromplengte tot 6,6 centimeter en een totale lichaamslengte inclusief staart tot 17 cm. De hagedis heeft een groene kleur en heeft een vage tekening zonder strepen. Het aantal schubbenrijen op het midden van het lichaam bedraagt 60 tot 72.

## Verspreiding en habitat

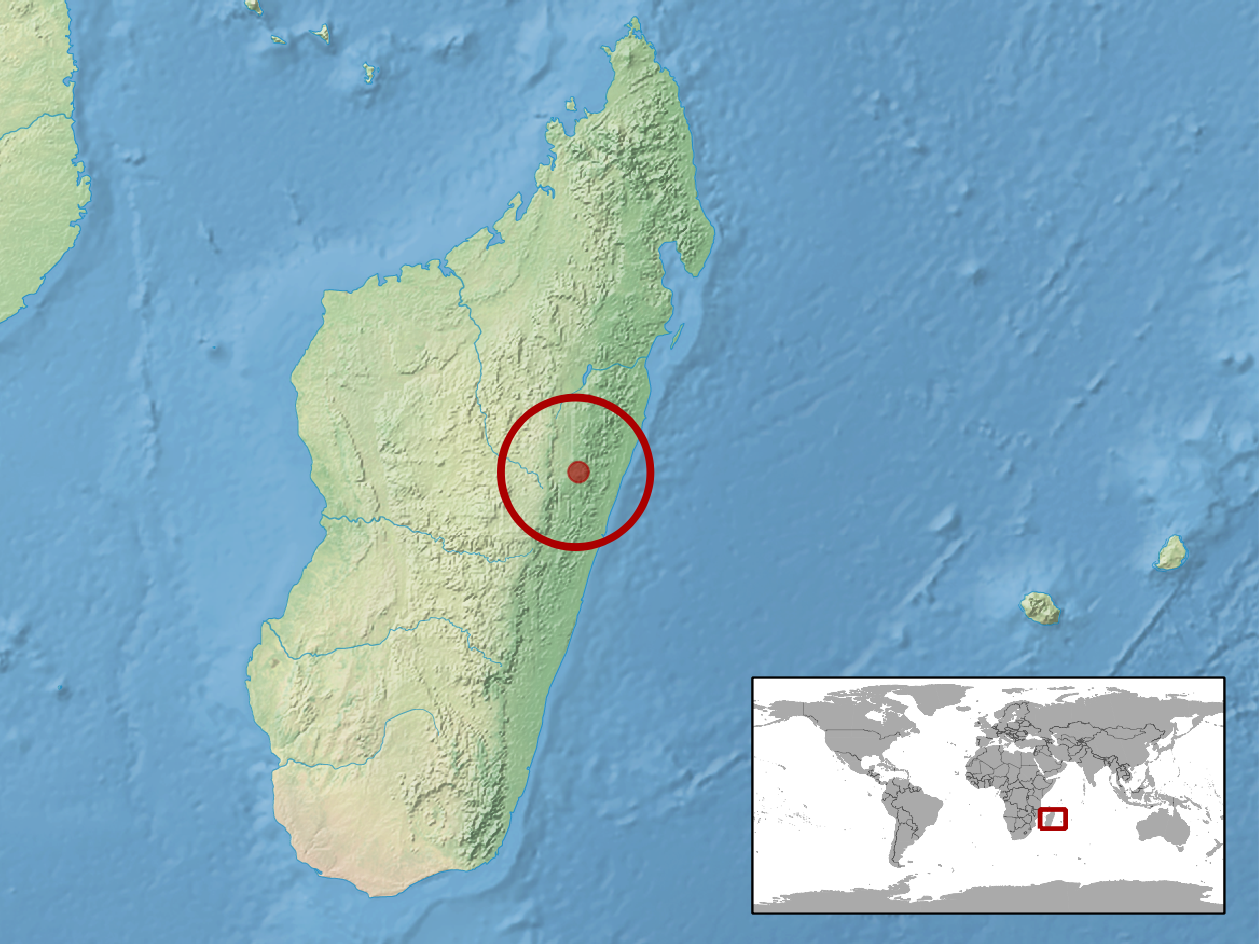
Verspreidingsgebied in het rood.

De soort komt voor in delen van Afrika en leeft endemisch in oostelijk Madagaskar. De habitat bestaat uit vochtige tropische en subtropische laaglandbossen.

## Beschermingsstatus
Door de internationale natuurbeschermingsorganisatie IUCN is de beschermingsstatus 'bedreigd' toegewezen (Endangered of EN).